# Værløse Kirke
Værløse Kirke ligger i Værløse og er den nyeste kirke i Værløse Sogn, bygget i et tidløst design tegnet af arkitekt Holger Jensen.
Keramikrelief af væg bag alter er lavet af Tue Poulsen.
Kirken blev indviet i 1971. Efter nogle større ændringer blev kirken genindviet i 1984. I 1992 skiftede kirken navn fra Lille Værløse Kirke til Værløse Kirke.

## Eksterne kilder og henvisninger
- Wikimedia Commons har flere filer relateret til Værløse Kirke
- Værløse Kirke Arkiveret 31. januar 2011 hos  Wayback Machine hos nordenskirker.dk
- Værløse Kirke hos KortTilKirken.dk